# Соботка, Густав
Гу́став Собо́тка (иногда Зоботка, нем. Gustav Sobottka; 12 июля 1886, Туровен, Восточная Пруссия — 6 марта 1953, Берлин) — немецкий политик-коммунист.

## Биография
Густав Соботка родился в крестьянской семье Адама и Августы Соботки. В 1895 году семья, строго придерживавшаяся пиетизма, переехала в Рёлингхаузен в Рурской области. В 1901 году Густав пошёл работать на шахту, в 1909 году женился на Генриетте Шантовски. У них родились дочь и два сына. С августа 1914 по ноябрь 1918 года Густав Соботка находился на фронте.
В 1910 году Соботка вступил в Социал-демократическую партию Германии, его супруга также была членом СДПГ с 1912 года. Позднее Соботка выступил одним из учредителей Независимой социал-демократической партии Германии и в конце 1920 года вступил в Коммунистическую партию Германии. Занимался профсоюзной деятельностью.
В 1921—1932 годах Соботка избирался от КПГ в прусский ландтаг и руководил промышленной группой при ЦК КПГ. В 1930 году назначен генеральным секретарём Международного комитета горняков, в 1932 году работал в аппарате Красной помощи Германии. После прихода к власти национал-социалистов перешёл на нелегальное положение, затем переехал в Саар и позднее в Париж. Весной 1935 года Соботка был вызван на работу в Красный интернационал профсоюзов в Москву. В конце 1935 года к нему в Москву приехали супруга и младший сын Густав.
Старший сын Бернхард оставался в Германии, был заключён в концентрационный лагерь и летом 1945 года умер от последствий пребывания в заключении. Младший сын Густав учился в Москве и в феврале 1938 года был арестован по ложному обвинению в членстве в гитлерюгенде. Погиб в заключении в 1940 году.
В 1943 году вошел в руководящий состав Национального комитета «Свободная Германия».
В 1945 году Густав Соботка вернулся из СССР в Советскую зону оккупации Германии и работал во главе группы немецких эмигрантов в Мекленбурге. В 1947—1948 годах возглавлял Центральное управление топливной промышленности, затем в 1949—1951 годах работал в министерстве тяжёлой промышленности ГДР. Вышел на пенсию в звании заслуженного горняка ГДР. Умер, так и не дождавшись реабилитации сына в 1956 году. Похоронен в Мемориале социалистов на Центральном кладбище Фридрихсфельде.